# Standbeeld van Jan van Nassau

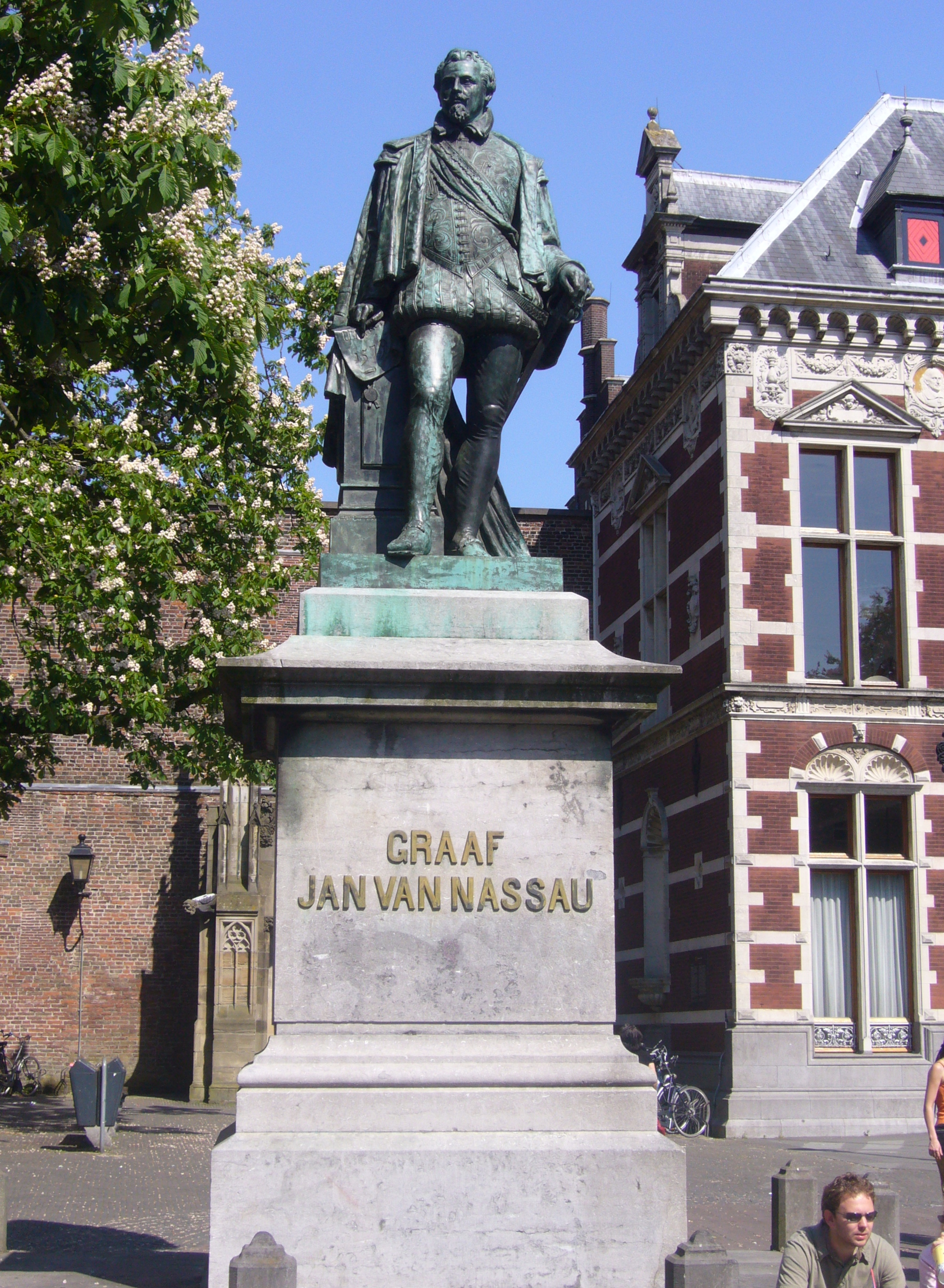

Het standbeeld van Jan van Nassau is een kunstwerk van de beeldhouwer Jean Theodore Stracké, gegoten in de fabriek van Merkelbach van Enkhuizen & Co te Breda. Het werd in 1883 op het Domplein in de Nederlandse stad Utrecht opgericht. Het kunstwerk beeldt graaf Jan van Nassau als initiatiefnemer van de Unie van Utrecht uit. 
Het bronzen beeld staat op een hardstenen sokkel. Jan van Nassau heeft bij zijn linkerhand een vel papier, de Unie van Utrecht, die hij in 1579 in de achterliggende kapittelzaal van de Domkerk tekende. Zijn andere hand rust op zijn wapen. Het kunstwerk werd naar aanleiding van een prijsvraag door Stracké vervaardigd in opdracht van een speciaal daarvoor ingesteld comité. Om het kunstwerk te bekostigen werd een inzamelingsactie gehouden. De onthulling door koning Willem III in 1883 vond plaats vol feestelijkheden in aanwezigheid van onder anderen koningin Emma. 
In 1979 werd aan de achterzijde een plaquette van edelsmid Jan Noyons toegevoegd, ter herinnering aan 400 jaar Unie van Utrecht:
Jan van Nassau, stadhouder van Gelre en oudste broer van Willem van Oranje, heeft zich in het bijzonder ingezet voor de totstandkoming van de Unie van Utrecht, die op 23 januari 1579 in de kapittelzaal van de dom werd gesloten. Deze unie wordt beschouwd als de grondslag van de Republiek der Zeven Verenigde Nederlanden en daarom ook van de huidige Nederlandse staat.
Rond 2017, bij de herinrichting van het Domplein, werd geopperd het standbeeld naar elders op het plein te verplaatsen omdat het binnen de contouren van de verdwenen Sint-Salvatorkerk staat. Het Cuypersgenootschap pleitte vervolgens voor de aanwijzing tot monument. In 2018 werd het kunstwerk aangewezen tot gemeentelijk monument onder meer omdat het de gelaagdheid van de geschiedenis van het Domplein weergeeft.